# Rapunsel
 For alternative betydninger, se Rapunsel (flertydig). (Se også artikler, som begynder med Rapunsel)
Slægten Rapunsel (Phyteuma) er udbredt i Europa med ca. 20 arter. Det er flerårige, urteagtige og lave planter med glatte stængler og blade. Blomsterne er samlet i endestillede hoveder. De enkelte blomster er oftest blå, men enkelte arter har flødehvide blomster.
| Beskrevne arter |

- Dværgrapunsel (Phyteuma humile)
- Blå rapunsel (Phyteuma nigrum)
- Alperapunsel (Phyteuma scheuchzeri)
- Aksrapunsel (Phyteuma spicatum)

| Andre arter |

| - Phyteuma betonicifolium - Phyteuma charmelii - Phyteuma confusum - Phyteuma cordatum - Phyteuma gallicum - Phyteuma globulariifolium - Phyteuma hedraianthifolium - Phyteuma hemisphaericum - Phyteuma michelii | - Phyteuma orbiculare - Phyteuma ovatum - Phyteuma persicifolium - Phyteuma rupicola - Phyteuma scorzonerifolium - Phyteuma serratum - Phyteuma sieberi - Phyteuma tetramerum - Phyteuma vagneri |